# Eleanor Sokoloff
Eleanor Sokoloff (16. června 1914 Cleveland – 12. července 2020) byla americká klavíristka a pedagožka. Její otec pracoval jako holič, matka – žena v domácnosti – byla amatérskou zpěvačkou. Hudbu začala studovat ve svých osmi letech na Clevelandském hudebním institutu a počínaje rokem 1931 studovala na Curtisově hudebním institutu, a to u klavíristy Davida Sapertona. Mezi její pozdější pedagogy patřili Vera Brodsky a Harold Triggs. Později vystupovala se svým manželem, klavíristou Vladimirem Sokoloffem. Počínaje rokem 1936 působila jako pedagožka na Curtisově hudebním institutu.